# Sorosporella uvella
Sorosporella uvella är en svampart som först beskrevs av Krass., och fick sitt nu gällande namn av Giard. Sorosporella uvella ingår i släktet Sorosporella, ordningen köttkärnsvampar, klassen Sordariomycetes, divisionen sporsäcksvampar och riket svampar.   Inga underarter finns listade i Catalogue of Life.